# Адский город
«Адский город» (англ. Helltown) — будущий художественный телесериал режиссёра Эдварда Бергера. Главную роль исполнит Оскар Айзек. В основе сюжета одноимённый роман Кейси Шерман. Первый сезон будет состоять из восьми эпизодов. Премьера состоится на сервисе Amazon Prime Video.

## Сюжет
В 1969 году Курт Воннегут был начинающим писателем и продавцом автомобилей, живущим со своей женой и детьми на Кейп-Код. Когда две женщины исчезают, а затем их обнаруживают убитыми в песчанных дюнах на окраине Провинстауна, Курт становится одержимым и втягивается в леденящую душу охоту за серийным убийцей и формирует опасную связь с главным подозреваемым.

## В ролях
Оскар Айзек — Курт Воннегут

## Производство
О начале работы над сериалом стало известно в марте 2023 года. Режиссёром выступит Эдвард Бергер. Главную роль в будущем сериале получил Оскар Айзек.
Сценаристом стал Мохамед Эль Масри. В основе сценария роман Кейси Шерман. Исполнительными продюсерами сериала стали Бергер, Роберт Дауни-младший, Сьюзан Дауни и Аманда Баррелл.
Так же известно что фильм создавался по реальной истории Тони Косте.